# Mesostoma columbianum
Mesostoma columbianum är en plattmaskart. Mesostoma columbianum ingår i släktet Mesostoma och familjen Typhloplanidae. Inga underarter finns listade i Catalogue of Life.